# Tunezja na Letnich Igrzyskach Olimpijskich 2004
Tunezję na Letnich Igrzyskach Olimpijskich 2004 reprezentowało 54 zawodników :44 mężczyzn, 10 kobiet. Był to jedenasty występ reprezentacji Tunezji na letnich igrzyskach olimpijskich.

## Skład kadry

### Boks
Mężczyźni
- Walid Cherif - kategoria musza - 17. miejsce,
- Saifeddine Nejmaoui - kategoria piórkowa - 17. miejsce,
- Taoufik Chobba - kategoria lekka - 17. miejsce,
- Mohammed Ali Sassi - kategoria lekkopółśrednia - 17. miejsce
- Mohammed Sahraoui - kategoria średnia - 17. miejsce

### Gimnastyka
Mężczyźni
- Wajdi Bouallègue - wielobój indywidualnie - 47. miejsce, ćwiczenia wolne - 57. miejsce, skok przez konia - 69. miejsce, ćwiczenia na poręczach - 77. miejsce, ćwiczenia na drążku - 71. miejsce, ćwiczenia na kółkach - 72. miejsce, ćwiczenia na koniu z łękami - 63. miejsce

### Judo
Mężczyźni
- Anis Lounifi - kategoria do 60 kg - odpadł w ćwierćfinale

Kobiety
- Saida Dhahri - kategoria do 63 kg - odpadła w repasażach,
- Houda Ben Daya - kategoria do 78 kg - odpadła w ćwierćfinale,
- Insaf Yahyaoui - kategoria powyżej 78 kg - 5. miejsce

### Lekkoatletyka
Mężczyźni
- Sofiène Laâbidi - bieg na 400 m - odpadł w eliminacjach (29. miejsce),
- Hatem Ghoula - chód na 20 km - 11. miejsce,

Kobiety
- Aïda Sellam - rzut oszczepem - 24. miejsce

### Piłka nożna
Mężczyźni
- José Clayton, Khaled Fadhel, Anis Boussaidi, Karim Hagui, Alaeddine Yahia, Zied Bhairi, Hocine Ragued, Khaled Mouelhi, Wissem Ben Yahia, Ali Zitouni, Mohamed Jedidi, Sabeur Trabelsi, Amine Ltaief, Anis Ayari, Mejdi Traoui, Issam Merdassi - 12. miejsce

### Pływanie
Mężczyźni
- Anouar Ben Naceur - 200 m stylem dowolnym - 50. miejsce,
- Oussama Mellouli - 1500 m stylem dowolnym - 14. miejsce, 200 m stylem zmiennym - 9. miejsce, 400 m stylem zmiennym - 5. miejsce

### Podnoszenie ciężarów
Mężczyźni
- Youssef Sbaî - waga do 69 kg - nie klasyfikowany (nie zaliczył żadnej próby w rwaniu)

Kobiety
- Hayet Sassi - waga do 63 kg - 4. miejsce

### Siatkówka
Mężczyźni
- Khaled Bel Aïd, Walid Ben Abbes, Mehrez Berriri, Mohammed Salim Chekili, Marouane Fehri, Mahdi Gara, Chaker Ghezal, Ghazi Guidara, Noureddine Hfaiedh, Hosni Karamosly, Mohammed Trabelsi - 11. miejsce

### Szermierka
Mężczyźni
- Maher Ben Aziza - floret indywidualnie - 35. miejsce,
- Mohammed Rebai - szabla indywidualnie - 33. miejsce

### Taekwondo
Mężczyźni
- Mohammed Omrani - waga do 68 kg - 11. miejsce,
- Hichem Hamdouni - waga do 80 kg - 5. miejsce

Kobiety
- Mounira Nahdi - waga do 67 kg - 11. miejsce

### Tenis stołowy
Kobiety
- Nesrine Ben Kahia - gra pojedyncza - 49. miejsce,
- Olfa Guenni - gra pojedyncza - 49. miejsce,
- Nesrine Ben Kahia, Olfa Guenni - gra podwójna - 25. miejsce

### Wioślarstwo
Kobiety
- Ibtissem Trimèche - jedynki - 19. miejsce

### Zapasy
Kobiety
- Fadhila Louati - styl wolny, waga do 48 kg - 14. miejsce

### Żeglarstwo
Mężczyźni
- Foued Ourabi - windsurfing - 23. miejsce